# أوتم رووي
أوتم رووي (بالإنجليزية: Autumn Rowe)‏ هي مغنية مؤلفة وملحنة أمريكية، ولدت في 25 مايو 1998.

## وصلات خارجية
- الموقع الرسمي
- أوتم رووي على موقع IMDb (الإنجليزية)
- أوتم رووي على موقع ميوزك برينز (الإنجليزية)
- أوتم رووي على موقع ديسكوغز (الإنجليزية)